# グレッグス
グレッグス（英: Greggs plc）は、イギリスのベーカリーチェーンストア。公開有限会社。ソーセージロールやサンドイッチ、ドーナツなどを販売している。本社はイングランド、ニューカッスル・アポン・タインにある。ロンドン証券取引所に上場し、FTSE250種総合株価指数に含まれている。

## 沿革

### 創業期
1939年、創業者のジョン・グレッグがタインサイドでベーカリーを始める。1951年にニューカッスル・アポン・タインのゴスフォースに1号店が開店。1964年にジョン・グレッグが死去した後は息子のイアンとコリンが共同で事業を継続した。1970年代に同業者のベーカリーを次々と買収し規模を拡大。全国的なチェーンストアへと成長した。

### 更なる拡張
1994年、アライド・ベーカリー社（現アソシエイテッド・ブリティッシュ・フーズ）からチェーン店「ベーカーズ・オーブン」を買収。99年8月にはミッドランズの「ブラッグス」ブランド、リーズの「サーストン」ブランドをいずれも「グレッグス」に統一した。
2008年12月には国内にある「ベーカーズ・オーブン」165店舗を「グレッグス」に改名することを発表し、2009年11月には追加で600店舗の出店計画を明らかにした。また計画内では全体の12％にあたる215店舗の改装、ピザなどの新商品の開発も発表した。そして2011年3月には1,500番目の店舗をヨークに開店させた。
2013年1月、CEOのケン・マクメイカンが退任し、パンチ・タヴァーンスCEOのロジャー・ワイトサイドが後任に就いた。
2013年、同社はベーカリー市場ではスーパーマーケットに対抗できないとし、テイクアウト市場への路線変更を始めた
。
この路線変更の結果、開店時間の前倒しと閉店時間の後ろ倒しが行われ 、朝食メニューの拡大も行われた。逆にこれにより、パンやスコーンの販売が打ち切りとなった。
2014年8月、同社のロゴを改変し顧客を馬鹿にしたようなパロディ画像が出回ったため、Googleに対して同様の画像のページランクを下げるよう要請した。また同社がGoogle公式Twitterアカウントに対して「ドーナツをあげるから問題を解決してほしい」という呟きをしたことを含めた明るいSNS対応は、「ツイッター炎上対策の模範」と評された。
2016年には本社をノース・タインサイドに移転。2020年3月からは新型コロナウイルス感染症の世界的流行により一時店舗を閉鎖した。
2022年2月、国内で最も面積の大きい支店がバーミンガムのプライマーク内にオープンした。開店を目撃した人によると、開店30分前から列ができ、一部の客は開店直後に店へ向かって走り出したという。

### 新型コロナウイルス感染症の影響
新型コロナウイルス感染症の影響により、グレッグスは2020年3月24日から従業員のほとんどを一時的に解雇した。しかしその1ヶ月後の4月24日にはニューカッスル市内にある20店舗に関しては、安全措置が講じられていることを理由に営業再開を決定した。ところがその後メディア各社により同社が秘密裏に閉店中の店舗で店舗運営実験を繰り返していたことが明らかになり、その危険性が問題視されて中止となった
。
同年6月15日、社内実験が成功したことを理由にグレッグスは800店舗の営業再開を発表した。またこの際には店舗に隔離用スクリーンを配置し、ソーシャルディスタンスマークを貼り付けることも説明された。また当面の間はメニュー数を削減することも発表した。この発表後同年7月末まではこの新基準が適用され、9月以降は複数のメニューが再開となった。同年11月、グレッグスはこの新型コロナウイルス感染症の拡大により820名の雇用が失われ、売り上げにも影響があったことを明らかにした。

## 営業

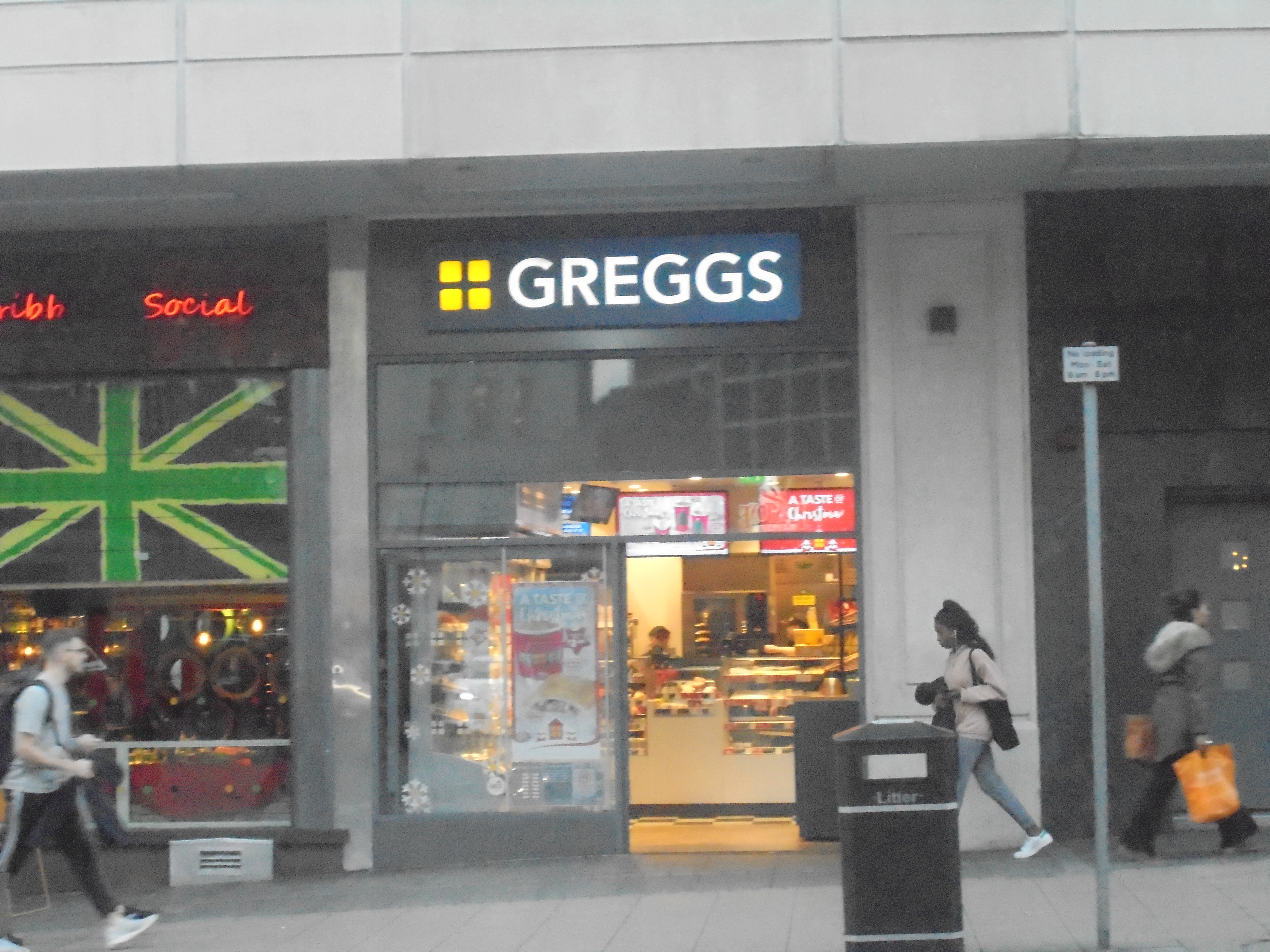
リーズにある典型的なグレッグスの店舗

2019年時点で2,000以上の店舗を有するグレッグスでは9つの地域ベーカリーで焼いた商品を店舗へと運んで販売しており、従業員数はおよそ22,000人に及ぶ。また地域限定メニューの販売も行っている。またスーパーマーケットチェーンのアイスランドを通じて自社商品の販売も行っている。

### デリバリー・持ち帰り
2016年10月、グレッグスは将来的な全国展開も視野に入れてデリバリーサービスの試験的な導入を開始した。この試験はノース・タインサイドにあるコバルト・ビジネスパーク内の店舗から始められ、その後市内29店舗に拡大された。

### ドライブスルー・24時間営業
2017年6月、グレッグスは初めてのドライブスルーサービスをサルフォードにある店舗で開始し、その後さらにアシュビー＝ドゥ＝ラ＝ズーチ、ブラックバーン、ニューカッスルにある1店舗ずつでサービスを開始した。またドライブスルーを実施する店舗にて試験的な24時間営業も実施していた。

### グレッグス・モーメント
2011年9月、グレッグスは104席を有するコーヒー店「グレッグス・モーメント」を拠点のニューカッスルで開店させた。その後翌年8月に2号店が近隣のショッピングモール内に開店し、2013年2月時点でさらに5店舗が営業していた。しかし同年8月、グレッグスはコーヒーチェーン市場への参入を断念し、現在ある店舗でのコーヒー販売に専念することを発表した。

### グレッグス・アウトレット
グレッグスはイングランド北中部とウェールズでアウトレット店「グレッグス・アウトレット」を営業し、製造工程で外された商品を低価格で販売している。グレッグスのアウトレット品販売の歴史は長く、1972年に「グレッグス・セカンドショップ」という名称で営業が開始して依頼継続して行われている。

## 商品

### ソーセージロールなど
ソーセージロールは1週間に200万点を売り上げる看板商品で、店で焼いたもののほか4本パックでの販売も行っている。

### ヴィーガン向け商品

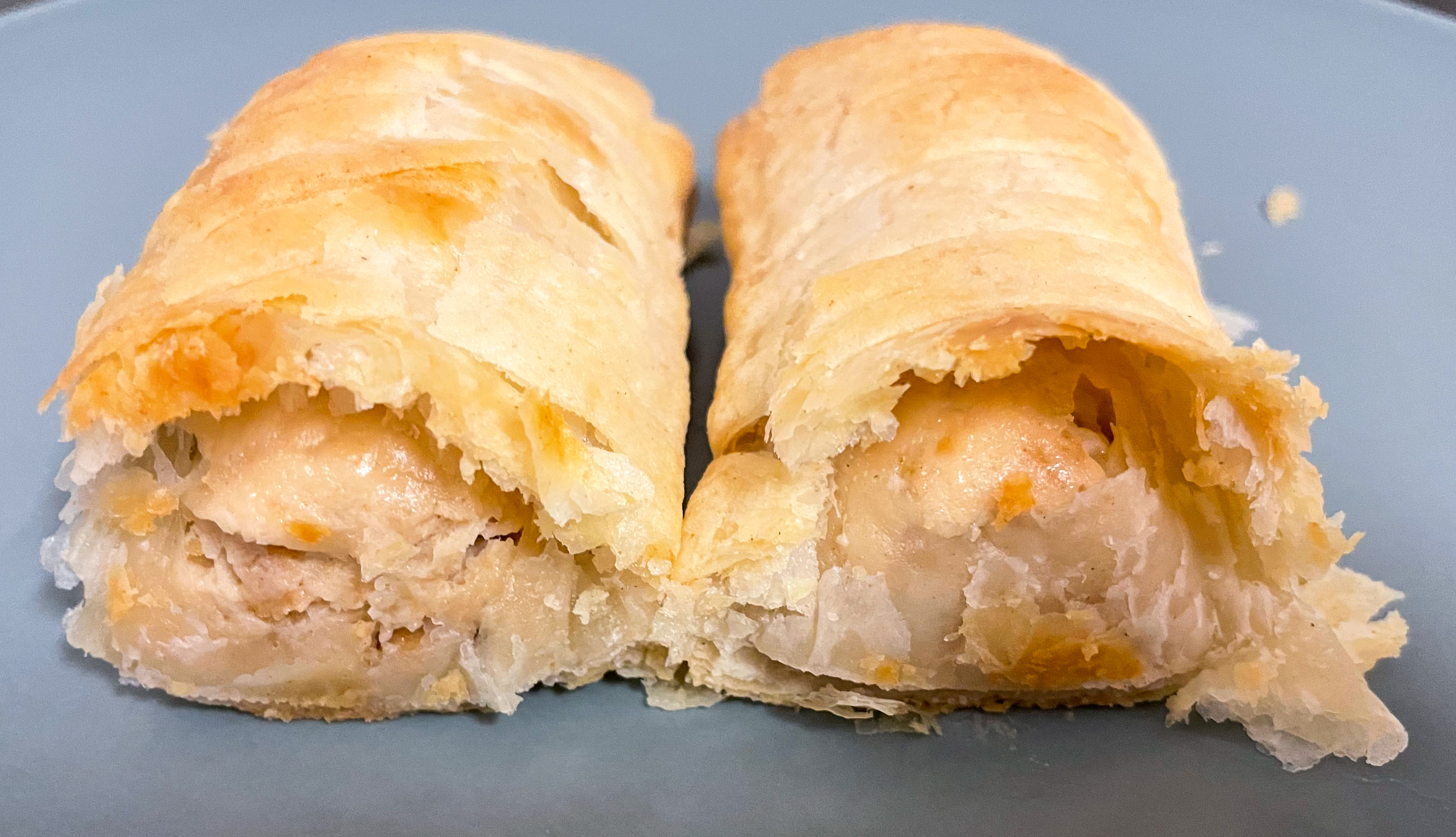
グレッグスが販売するヴィーガン向けソーセージロール

2019年1月、グレッグスはヴィーガン食品大手のクオーン（Quortn）と共同でヴィーガン向けソーセージロールを発表した。この商品はイギリス中で非常に好評であり、「他のファーストフードチェーンがヴィーガン向けメニューを導入するきっかけとなった」と評価されている。またこの商品の急速な売り上げ増によりグレッグスは業績が非常に好調となり、2020年1月にはおよそ2万5千人の従業員に対してそれぞれ300ポンド（総額700万ポンド）のボーナスを支給した。また同月には他メニューもヴィーガン向けにすると発表した。

### 朝食メニュー
グレッグスでは午前11時まで限定で朝食メニューの販売を行っている。2010年からはベーコンロールとポリッジ、クロワッサン、パン・オ・ショコラの販売が始まった。

### 期間限定メニュー
グレッグスでは定期的に期間限定メニューの販売を行っている。2015年秋にはチキンカレースープとペリペリチキン・フラットブレッドが販売された。
期間限定メニューにはヴィーガン向け、一般向け含めパスタやサンドイッチ、サラダ、スープなどに加え、ヨーグルトなどの低脂肪商品やレモネード、ジュースなどのソフトドリンクも含まれる。なお、2016年秋冬シーズンには初めてグルテンフリー商品が発売された。またハロウィンやクリスマスの時期には特別なケーキやビスケットの販売も行われる。

### サンドイッチ
グレッグスでは店内で調理された数多くのサンドイッチを楽しむことができ、ホットサンドイッチも販売されている。

### スープ
ヘルシーメニューとしてスープの販売も行う。スープの内容は時期によって様々で、具体的にはチキンカレースープ、スパイスビーフ・アンド・ライススープ、トマトクリームスープなどが販売されている。
一方でイギリスのテレビ局チャンネル4の番組が行った取材では栄養表示に記載されている以上の砂糖がトマトクリームスープに含まれていることが明らかになった。これによると記載された栄養表示には300グラムあたり5.7グラムとあったが、実際に計測してみると25.4グラムが含まれていた。これを受けてグレッグスは「栄養表示の計測方法を修正し、必要ならばレシピの変更も行う」と発表した。